# West Elmira
West Elmira est une census-designated place du comté de Chemung, dans l'État de New York, aux États-Unis,. En 2020, elle compte une population de 4 850 habitants.